# Kálnica

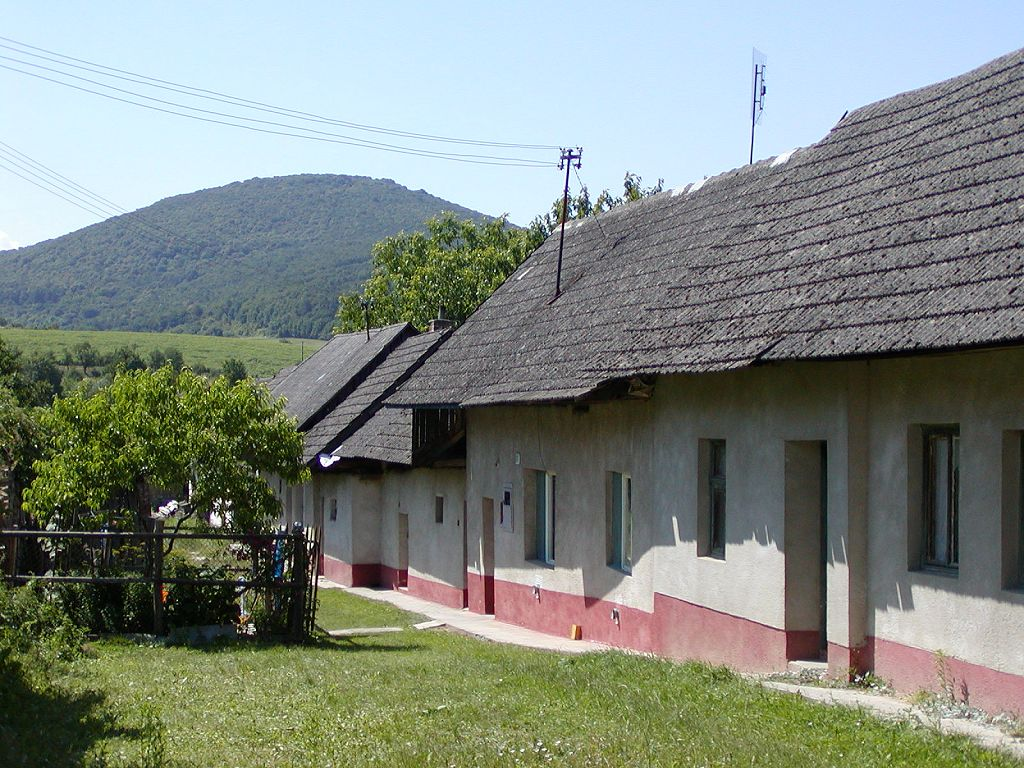
Kálnica

Kálnica (Hongaars: Kalános) is een Slowaakse gemeente in de regio Trenčín, en maakt deel uit van het district Nové Mesto nad Váhom.
Kálnica telt 1.018 inwoners.